# Kanik

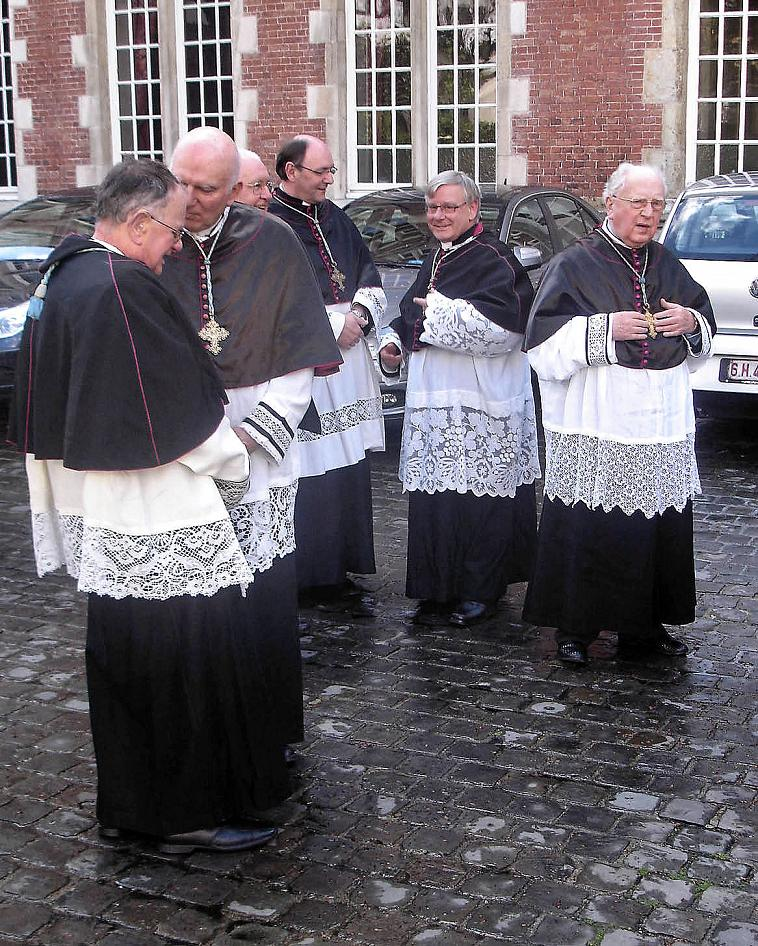
Kaniker vid Sint-Salvatorskathedraal i Brygge.

Kanik, även historiskt korherre eller domherre, latin canonicus, kallas en medlem av domkapitel (i romersk-katolsk eller anglikansk mening) eller av kollegialkapitel. Det kan också vara en lärare vid en domkyrkoskola.
Kaniker lever till skillnad från andra präster och diakoner i en gemenskap enligt någon form av kanonisk regel. Beroende på hur strikta dessa regler är skiljer man mellan reguljärkaniker och sekulärkaniker. Flera romersk-katolska religiösa ordnar hör antingen till korherrarnas familj (till exempel premonstratensorden, även kallade norbertiner) eller står dem nära (dominikanerna, augustinereremiterna).

## Reguljärkanik
Reguljärkaniker är prästvigda och lyder vanligtvis under den helige Augustinus regel. Deras främsta uppgift är det högtidliga firandet av liturgin, såväl den fulla tidegärden som konventualmässan. Det finns även reguljärkorherrinnor. Korherrar såväl som korherrinor äger rätt att bära rochett.

## Sekulärkanik
Sekulärkaniker avgav inte något ordenslöfte eller armodslöfte. De behövde inte nödvändigtvis bo tillsammans men skulle genomföra gemensam korbön under särskilt fastställda tidpunkter. Sekulärkaniker var vanliga under medeltiden men eftersom de var fria att äga privat egendom uppstod ofta problemet att vissa kaniker byggde upp egna förmögenheter på stiftets inkomster. Sekulärkaniker tillhörde ofta så kallade kollegiatstift, som dock är mycket ovanliga idag.